# イングリア戦争
イングリア戦争（イングリアせんそう、スウェーデン語: Ingermanländska kriget）、またはロシア・スウェーデン戦争（ロシア・スウェーデンせんそう、ロシア語: Русско-шведская война）は、1610年から1617年まで戦われたスウェーデン帝国とロシア・ツァーリ国の戦争。ロシアの動乱時代の一部とされることもある。主にスウェーデン王子をロシアのツァーリに就かせる試みとして記憶された。戦争はストルボヴァの和約でスウェーデンがイングリアとカレリアなど広大な領地を獲得する結果となり、スウェーデンの大国時代の礎となった。一方のロシアはバルト海への出口を失った。

## 背景
ロシアの動乱時代の最中、ツァーリのヴァシーリー4世はモスクワでトゥシノを本拠地とする偽ドミトリー2世に包囲され、ポーランドによる介入にも悩まされた。そのため、ヴァシーリー4世は同じくポーランドと戦っていたスウェーデン王カール9世と同盟を締結、コレラ要塞の割譲を代償に対偽ドミトリー2世とポーランドの軍事援助を求めた。これにより、ヤコブ・デ・ラ・ガーディエ率いるスウェーデン軍はミハイル・スコピン＝シュイスキー率いるロシア軍と合流してノヴゴロドからモスクワに進軍してヴァシーリー4世を救援した。
スウェーデンの介入はポーランド王ジグムント3世にロシアへの宣戦布告の口実を与えた。ポーランド軍はクルシノの戦いでロシアとスウェーデンの連合軍をほとんど撃滅、デ・ラ・ガーディエ戦役に参加したスウェーデン傭兵は降伏した。これをみたボヤールたちはヴァシーリー4世を廃位、ポーランド軍がクレムリンを占領した。

## 経過
1611年、ヤコブ・デ・ラ・ガーディエ率いる遠征軍がノヴゴロドを占領した。ノヴゴロドの住民たちはスウェーデン王カール9世に息子の1人（カール・フィリップかグスタフ・アドルフ）をロシアの君主にするよう求めた。
同年10月にグスタフ・アドルフがグスタフ2世アドルフとしてスウェーデン王に即位したため、彼はカール・フィリップのツァーリ位への請求を推し進み、1612年のモスクワの戦いでポーランド軍がモスクワから追い出され、ミハイル・ロマノフがツァーリに選出された後もそれを取り下げなかった。
スウェーデンの政治家は北のアルハンゲリスクや東のヴォログダにわたる、バルト海の向こう側まで伸びる国の建設を夢見ていた一方、ノヴゴロドやイングリアを占領していたデ・ラ・ガーディエ率いるスウェーデン軍はデ・ラ・ガーディエ戦役の報酬をもらえなかったことへの反動としてみていた。
1613年、スウェーデン軍はチフヴィンを包囲したが占領できず、ロシア軍もノヴゴロドの奪回に失敗した。以降はロシア軍がスウェーデン軍との会戦を回避した。スウェーデン軍は1614年にグドフ包囲戦に勝利、翌1615年にもプスコフを包囲したが占領できず、ロシア軍のヴァシーリー・ペトロヴィチ・モロゾフとフョードル・ブトゥルリン（Фёдор Бутурлин）は1617年3月9日（グレゴリオ暦）にストルボヴァの和約が締結されるまで耐え抜いた。和約ではロシアがスウェーデンにイングリアとカレリアを割譲することが定められた。
戦争の結果、ロシアはバルト海への出口を約1世紀の間失った。これにより、アルハンゲリスクは西欧との貿易を維持する役割があったために重要性が高まった。

## 関連図書
- Göransson, Göte (1994) Gustav II Adolf och hans folk. Höganäs: Bra böcker ISBN 91-7119-128-3